# Samsung Galaxy S6
Das Samsung Galaxy S6 ist ein Smartphone, das von dem südkoreanischen Elektronikkonzern Samsung Electronics erstmals am 1. März 2015 im Vorfeld des GSMA Mobile World Congress in Barcelona zeitgleich mit dem Samsung Galaxy S6 Edge vorgestellt wurde. Die größere Version namens Samsung Galaxy S6 Edge+ wurde zusammen mit dem Samsung Galaxy Note 5 am 13. August 2015 in New York vorgestellt. Der offizielle Verkaufsstart des Samsung Galaxy S6 und des Samsung Galaxy S6 Edge in Deutschland war am 10. April 2015, der des S6 Edge+ am 21. August 2015.
Das Samsung Galaxy S6 ist der Nachfolger des Samsung Galaxy S5 und der Vorgänger des Samsung Galaxy S7 aus der Samsung-Galaxy-Produktreihe. Zu den wichtigsten Änderungen zum Vorgänger zählen eine optisch stabilisierte Kamera, eine Tonspur in Zeitlupenfilmen, ein schneller aufladender aber nicht einfach austauschbarer Akku mit verringerter Kapazität, eine Glasrückseite und das Fehlen der Wasserdichte, des Speicherkartenlesers und der MHL- (HDMI-)Schnittstelle für eine Wiedergabe auf einem externen Monitor oder Fernsehgerät.
Wie bei jedem Smartphone der Samsung-Galaxy-Serie läuft auch das Samsung Galaxy S6 mit Googles Betriebssystem Android: Die letzte von Samsung für das Samsung Galaxy S6 freigegebene Android-Version war 7.0 „Nougat“.

## Technik

### Prozessor und Speicher
Das Galaxy S6 verfügt über einen Exynos-7420-Prozessor mit acht Kernen, der von Samsung selbst in einem 14-nm-Verfahren produziert wurde. Der Octa-Core-Prozessor taktet mit 4 × 2,1 GHz und 4 × 1,5 GHz. Der Arbeitsspeicher vom Typ LPDDR4 umfasst 3 GB (S6 und S6 Edge) oder 4 GB (S6 Edge+). Der interne Flash-Speicher beträgt je nach Wahl 32, 64 oder 128 GB und ist zum ersten Mal in der gesamten Samsung-Galaxy S-Reihe nicht mit microSD-Speicherkarten erweiterbar.

### Funktionalität
Anders als alle älteren Smartphones der S- und Note-Reihe ist beim S6 der MicroUSB-Anschluss nicht MHL-MicroHDMI-fähig. Das Galaxy S6 besitzt einen NFC-Chip, mit welchem die mobile Bezahlung durch Samsung Pay möglich ist. Beim „Rooten“ des Smartphones, also dem Freischalten aller Lese- und Schreibrechte auf dem Gerät, wird mittels der eFUSE-Verfahren ein Schaltkreis im Gerät unwiderruflich geändert und der Zugriff auf Samsung Pay damit verweigert. Es ist außerdem die erste Smartphone-Modellreihe aus dem Hause Samsung, die den Qi-Standard für kabelloses Laden bereits fest eingebaut hat. Zusätzlich wird der Powermat-Ladestandard unterstützt.

### Bildschirm
Das Galaxy S6 verfügt über ein 5,1 Zoll großes OLED-Display mit einer Auflösung von 1440 × 2560 Pixeln; die Pixeldichte beträgt somit 577 Pixel pro Zoll (ppi). Die Helligkeit beträgt regulär je nach Helligkeitseinstellung bis zu 382 cd/m². Unter direkter Sonneneinstrahlung wechselt es in einen Modus mit 600 cd/m².

### Kamera
Das Galaxy S6 ist, wie der Vorgänger, mit einer 16-Megapixel-Hauptkamera ausgestattet, deren Brennweite 28 mm beträgt. Die Kamerablende ist mit f/1,9 im Vergleich zum Galaxy S5 und dem Note 4 mit f/2,2 lichtstärker. Zudem sind Zeitlupenaufnahmen nach den offiziellen Standards und mit bis zu 120 Standbildern pro Sekunde in HD-720p-Auflösung mit Tonspur sowie Aufnahmen in 4K möglich. Zeitlupenvideos werden beim S6 zum ersten Mal in einem Samsung-Mobiltelefon mit Tonspur aufgenommen und in Echtzeit abgespeichert. Videos in Full-HD-Auflösung (1080p) können wahlweise mit 30 oder 60 Bildern in der Sekunde gefilmt werden, allerdings sind im letzteren Fall keine Fotos während der Videoaufnahme möglich. Für mehr Bilddetails soll die automatische HDR-Funktion sorgen. Die Kamera lässt sich durch doppeltes Drücken der Home-Taste direkt starten, egal ob das Gerät verwendet wird oder sich im Standby-Modus befindet, sofern es eingeschaltet ist. Bei den Vorgängermodellen führte diese Aktion noch zum S-Voice.
Anders als bei allen bisherigen Galaxy-Geräten (Smartphones und Tablets), wird die aktuelle Dateigröße während einer Videoaufnahme mit der Kamera vom Galaxy S6 nicht mehr angezeigt. Dies ist eine Eigenschaft der neuen Benutzeroberfläche „TouchWiz NatureUX 5.0“.
Nach Installation von Android 5.1 kann das Galaxy S6 zusätzlich RAW-Fotos aufnehmen und die Belichtungszeit kann manuell eingestellt werden. Auch geringere ISO-Lichtempfindlichkeiten von ISO 50 werden nun unterstützt, während vorher die geringstmögliche unterstützte Lichtempfindlichkeit der Kamera-Software noch ISO 100 betrug.
Die Aufnahme von Serienbildern mit bis zu dreißig Fotos in der Folge sind möglich.
Galaxy S6, S6 Edge, und S6 Edge+ nutzen Kamerasensoren von unterschiedlichen Herstellern. Es kommen Sonys IMX240- und der ISOCELL-S5K2P2-Bildsensor aus Samsungs eigener Fertigung zum Einsatz.

### Fingerabdruckscanner
Das Galaxy S6 besitzt einen Fingerabdrucksensor, der im Gegensatz zum Vorgänger S5 durch Auflegen des Fingers funktioniert. Hierdurch können Käufe im Samsungs App-Store „Galaxy Apps“ bestätigt werden.

### Laden und Akku
Geladen wird das Galaxy S6 über ein Micro-USB-Kabel oder mittels elektromagnetischer Induktion über den Qi-Standard des WPC. Frühere Modelle ab dem Samsung Galaxy S3 konnten mit diesem Standard nachgerüstet werden.
Aufladen durch ein USB-Kabel mit einem Qualcomm Quick-Charge-2.0 unterstützenden Ladegerät ermöglicht Schnellladeleistungen von bis zu 15 Watt bei ausgeschaltetem Bildschirm. Bei eingeschaltetem Bildschirm wird die Ladeleistung halbiert.
Das S6, S6 Edge, und S6 Edge+ unterstützen sowohl den internationalen Standard des Wireless Power Consortium für kabelloses Laden als auch den Standard der Power Matters Alliance nun erstmals ab Werk. Im Vergleich zum Vorgänger, in welchem eine USB-3.0-Buchse verbaut war, ist das Laden und die Datenübertragung nur noch über ein USB-2.0-Kabel möglich. Zeitgleich und ähnlich wie bei vorherigen Modellreihen ist das passendes Qi-Ladegerät EP-PN920 von Samsung erhältlich, das erstmals eine höhere Leistung als die bisherigen 5 Watt überträgt. Aktuelle Induktionsladegeräte mit dem Qi-Standard übertragen bis zu 15 Watt.
Die Akkukapazität ist von 2800 mAh des Vorgängermodells auf 2550 mAh geschrumpft. Dieser Wert liegt sogar um 50 mAh unter dem des Galaxy S4. Der Akku ist im S6, S6 Edge und beim S6-Edge+ fest eingebaut und lässt sich nun, anders als bei allen älteren Geräten aus der Galaxy-Note- und -S-Reihe, nicht mehr ohne weiteres auswechseln.
Die Entscheidung, den Akku fest zu verbauen sei in der Galaxy-S-Serie aufgeschoben worden „bis die Verbraucher sicher sein konnten, ihre Telefone aufzuladen“, sagte Justin Denison, damaliger Samsung-Vizepräsident der Produktstrategie, auf der Bühne bei „Unpacked“, der Enthüllungsveranstaltung der Geräte, am 1. März 2015.

### Design
Im Gegensatz zum Polycarbonat-Gehäuse der Vorgänger wird beim S6 erstmals eine Kombination aus Aluminium (Rahmen) und Glas (Gorilla Glass 4 auf der Front- und Rückseite) verwendet. Der Speicher ist nicht per MicroSD-Karte erweiterbar und der Akku nicht wechselbar. Mit den Maßen von 143,4 mm × 70,5 mm × 6,8 mm ist es kleiner als der Vorgänger und zudem mit 138 Gramm um 7 Gramm leichter. Das Gerät ist im Vergleich zum nach IP67 zertifizierten Galaxy S5 weder wasserfest noch staubdicht.

### Sicherheitsupdates
Im April 2018 stellte Samsung die Unterstützung für das Modell ein, womit den Nutzern drei Jahre nach Markteinführung keinerlei Sicherheitsupdates mehr zur Verfügung gestellt werden.

## Samsung Galaxy S6 Edge und S6 Edge+

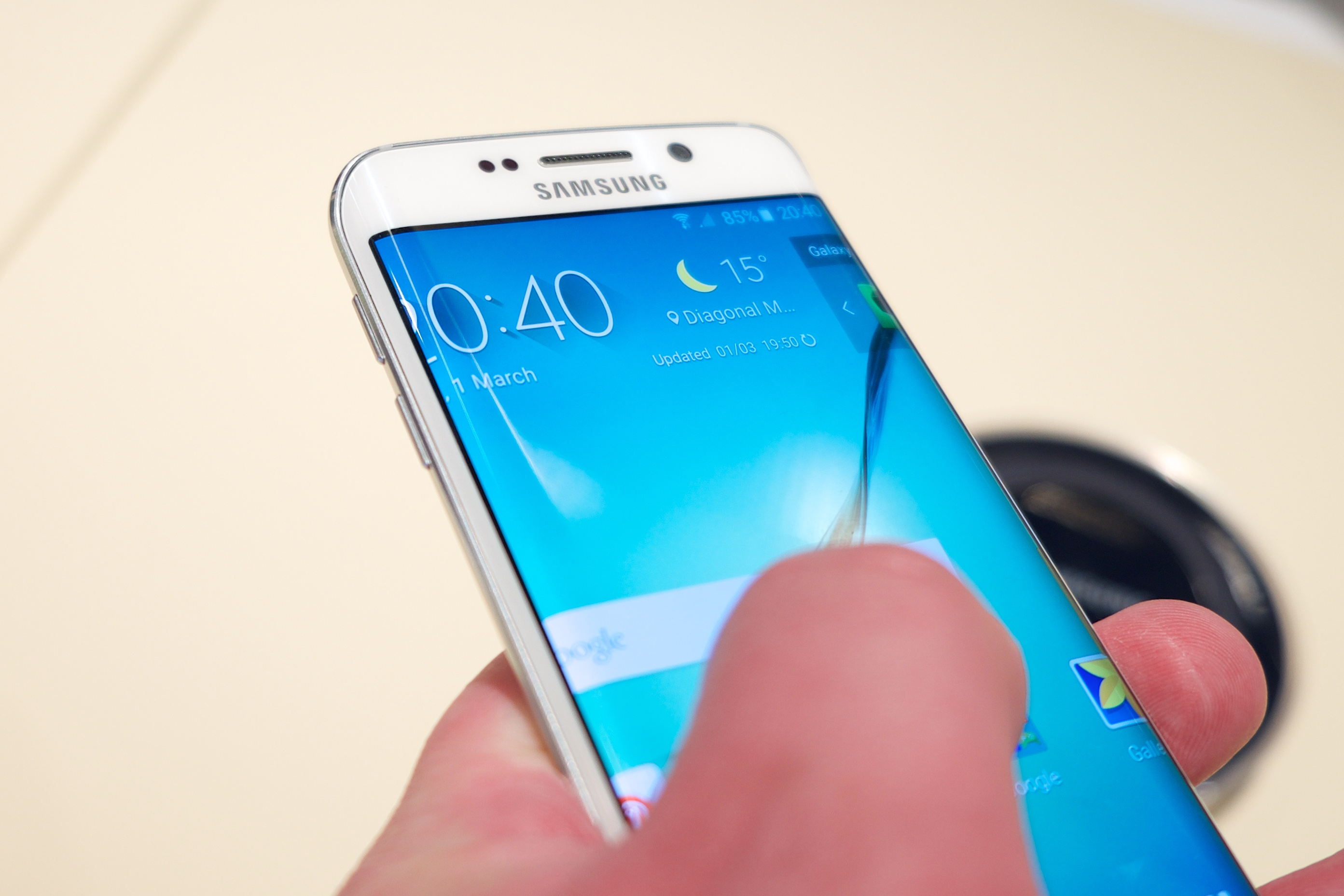
Das Samsung Galaxy S6 Edge in Pearl White bei der Erstvorstellung

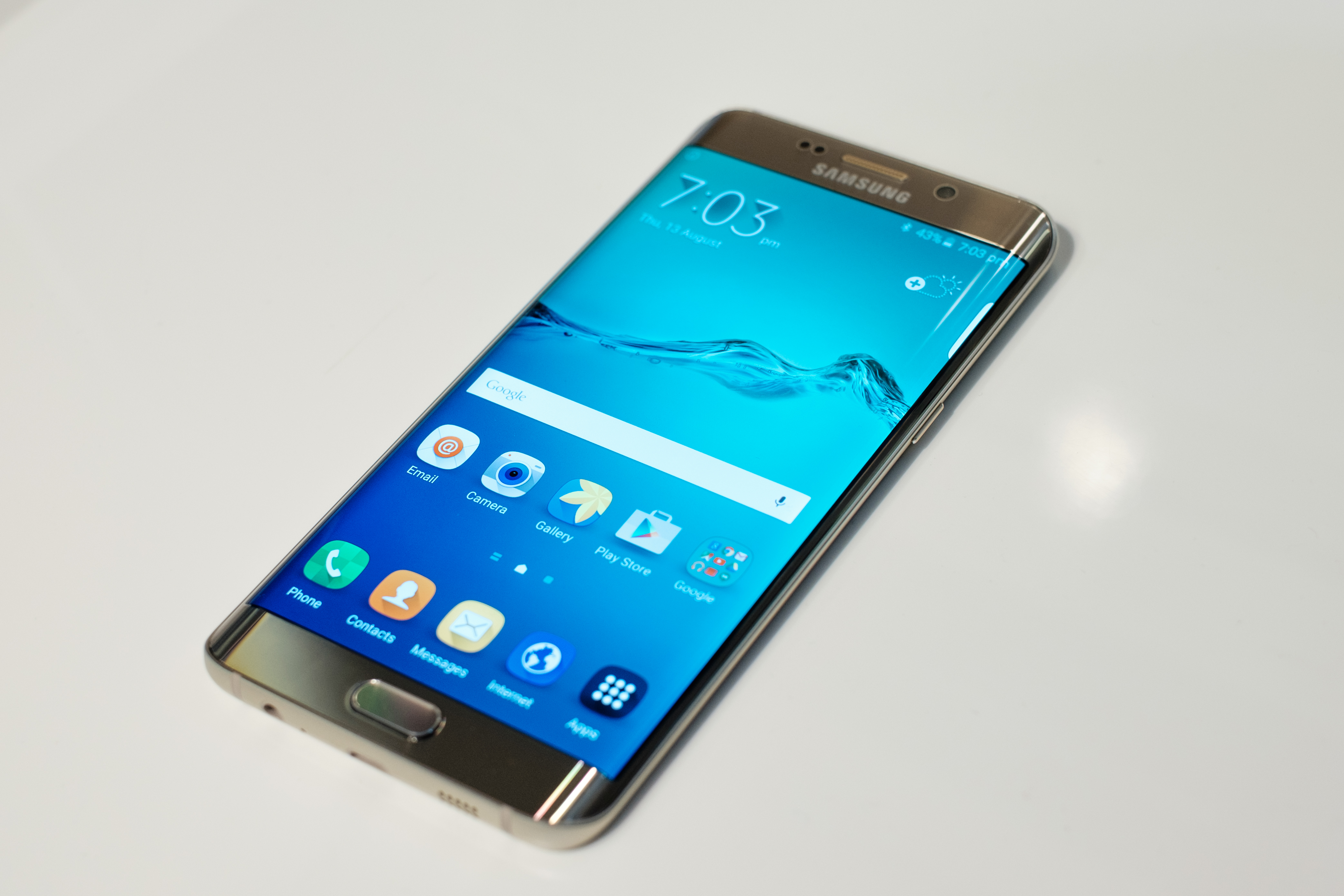
Das Samsung Galaxy S6 Edge+ in Platinum Gold bei der Erstvorstellung

Das Samsung Galaxy S6 Edge und Samsung Galaxy S6 Edge+ unterscheiden sich lediglich in wenigen technischen Details sowie im Design vom Galaxy S6. Sie besitzen einen minimal größeren Akku (S6 Edge 2600 mAh und S6 Edge+ 3000 mAh gegenüber 2550 mAh im normalen S6) und unterscheiden sich mit 132 g beziehungsweise 153 g auch leicht von den 138 g des S6. Der größte Unterschied zum Standardmodell besteht in den gebogenen Kanten auf beiden langen Seiten des Bildschirms. Auf diesen können zum Beispiel Benachrichtigungen und Direktzugriffe für Kontakte angezeigt werden. Seit der Firmware-Aktualisierung „Build OH2“ können in der Seitenleiste auch Apps platziert und somit schneller aufgerufen werden. Eine derartige abgerundete Kante kam bereits beim Galaxy Note Edge zum Einsatz, dort jedoch nur auf der rechten Seite. Das Display des S6 Edge+ ist ebenfalls größer als bei den beiden anderen Modellen (5,7 statt 5,1 Zoll). Die Auflösung von 1440 × 2560 Pixeln bleibt jedoch identisch, wodurch die Pixeldichte von 577 auf 518 Pixeln pro Quadratzoll abnimmt. Auch enthält es einen Gigabyte (GB) RAM zusätzlich, wodurch es statt insgesamt 3 nun 4 GB hat.

## Verkaufszahlen
Im ersten Verkaufsmonat wurden 6 Millionen Einheiten des Samsung Galaxy S6 und S6 Edge verkauft, wobei von Samsung 10 Millionen Exemplare ausgeliefert wurden.